# アントン・エワルド
アントン・エワルド（Anton Kim Ewald、1993年8月7日 - ） は、スウェーデンのポップシンガー、ダンサー、振付師。
14歳の頃、スウェーデンのダンサーJennie Widegrenにより認められ、スウェーデンの人気ダンスチーム・バウンス・ストリートダンス・カンパニーでダンサーと振付師を担当した。2012年にはスウェーデン王立バレエ学校を卒業した。

## メロディーフェスティバル
スウェーデンの国民的音楽祭、メロディーフェスティバーレン 2013にベギングで出場。
また、彼はその以前にも2012年にダニー・サウセドの「アメージング」のダンス・振付とAndreas Lundstedtの「Aldrig Aldrig」のダンス・振付を担当。2009年にもベルベットのザ・クイーンのバックダンサーを務めた。

## ディスコグラフィー

### アルバム
オリジナルアルバム 
| 発売年 | アルバム |     |
| 発売年 | アルバム | SWE |
| ------ | -------- | --- |
| 2014   | "未定"   | TBA |

 ミニアルバム 
| 発売年 | アルバム             |     |
| 発売年 | アルバム             | SWE |
| ------ | -------------------- | --- |
| 2013   | "A"                  | -   |
| 2014   | "オン・マイ・ウェイ" | -   |
| 2015   | "スタジオ18"         | -   |

 アコースティックミニアルバム 
| 発売年 | アルバム    |     |
| 発売年 | アルバム    | SWE |
| ------ | ----------- | --- |
| 2013   | "A-Coustic" | -   |

### シングル
シングル 
| 発売年 | シングル                           |     |
| 発売年 | シングル                           | SWE |
| ------ | ---------------------------------- | --- |
| 2013   | "ベギング"                         | 2   |
| 2013   | "キャント・ホールド・バック"       | -   |
| 2013   | "クローズ・アップ"                 | -   |
| 2014   | "ナチュラル"                       | 24  |
| 2014   | "ディス・クドゥ・ビー・サムシング" | 21  |